# Leskovac (stacja kolejowa)
Leskovac (serb. Лесковац) – stacja kolejowa w Leskovacu, w okręgu jablanickim, w Serbii.
Stacja znajduje się na ważnej magistrali Nisz – Preševo, łączącej Belgrad z Macedonią Północną i Grecją. Stacja położona jest na wschód od centrum miasta. Zatrzymuje się tutaj pociąg relacji Belgrad-Saloniki.

## Linie kolejowe
- Nisz – Preševo